# Paratrimma
Paratrimma  é um género de peixe da família Gobiidae e da ordem Perciformes.

## Espécies
- Paratrimma nigrimenta (Hoese & Brothers, 1976)[3]
- Paratrimma urospila (Hoese & Brothers, 1976)[3][4][5][6][7][8][9][10]